# Pogromo de Delhi de 2020
El pogromo de Delhi de 2020, o disturbios del noreste de Delhi, fueron múltiples oleadas de  agresiones, destrucción de propiedades, asesinatos y disturbios en el noreste de Delhi, que comenzaron el 23 de febrero de 2020 y fueron causados principalmente por turbas hindúes que atacaban a musulmanes. De las 53 personas muertas 36 eran musulmanas. Entre los muertos también se encontraban un policía, un oficial de inteligencia y varios hindúes que fueron baleados o apaleados. Más de una semana después de que terminara la violencia, cientos de heridos languidecían en instalaciones médicas con personal inadecuado y se encontraban cadáveres en desagües abiertos. A mediados de marzo, varios musulmanes seguían desaparecidos.
Los musulmanes fueron marcados como objetivos de la violencia. Para determinar su religión, los hombres musulmanes, que a diferencia de los hindúes suelen ser circuncidados, fueron obligados a desnudarse de cintura para abajo antes de ser agredidos. Las turbas hindúes prendieron fuego a las casas y negocios de los musulmanes y apalearon, castraron y mataron a docenas de personas, en ocasiones con ayuda de la policía. La violencia empezó en Jaffrabad, en el noreste de Delhi, donde un grupo de mujeres se estaba manifestando en contra de las enmiendas a la ley de ciudadanía. El 23 de febrero de 2020, un líder del Bharatiya Janata (partido gobernante) pidió a la policía de Delhi que despejara las carreteras y, en caso contrario, amenazó con "salir a la calle". Después del ultimátum de Mishra, estalló la violencia. Los alborotadores con cascos y palos, piedras, espadas o pistolas, y las banderas color azafrán del nacionalismo hindú entraron en los barrios musulmanes, mientras la policía permanecía al margen. Se escucharon cánticos de " Jai Shri Ram " ("Victoria del Señor Rama "), un eslogan religioso favorecido por el partido del primer ministro Narendra Modi . En el barrio de Shiv Vihar, grupos de hombres hindúes violentos atacaron casas y negocios musulmanes durante tres días, a menudo bombardeándolos con cilindros de gas para cocinar y destripándolos sin resistencia por parte de la policía. En algunos casos, los musulmanes respondieron a las amenazas percibidas devolviendo la violencia; el día 25 una turba musulmana se acercó a un barrio hindú arrojando piedras y cócteles molotov y disparando armas de fuego. Durante este tiempo, también se contaron historias de sijes e hindúes que acudieron en ayuda de los musulmanes sitiados; en algunos barrios, las comunidades religiosas cooperaron para protegerse de la violencia.
El gobierno indio rápidamente caracterizó la violencia como espontánea y el primer ministro, Narendra Modi, hizo un llamamiento a la calma en Twitter. La policía de Delhi fue acusada por los ciudadanos afectados, testigos oculares, organizaciones de derechos humanos y líderes musulmanes de todo el mundo de no proteger a los ciudadanos musulmanes. Los videos mostraban a la policía actuando de manera coordinada contra los musulmanes, en ocasiones ayudando deliberadamente a las bandas hindúes. Testigos dijeron que algunos policías se unieron a los ataques contra los musulmanes.
Después de que la violencia disminuyó en los barrios mixtos hindú-musulmanes densamente poblados del noreste de Delhi, algunas organizaciones hindúes continuaron exhibiendo a presuntas víctimas hindúes de la violencia musulmana en un intento de remodelar el relato de los hechos y aumentar aún más la hostilidad hacia los musulmanes. Unos 1.000 musulmanes buscaron refugio en un campamento de socorro en las afueras de Delhi. Pandillas de hindúes aparecieron en varios barrios musulmanes en los días previos al festival hindú de Holi, celebrado en 2020 el 9 de marzo, para asustar a los musulmanes y hacer que abandonaran sus hogares.

## Contexto
Las protestas comenzaron en India en diciembre de 2019 en respuesta a la aprobación de la Ley de Ciudadanía (Enmienda) (CAA), que permite la naturalización acelerada de inmigrantes de Pakistán, Bangladés y Afganistán  siempre que sean hindúes o sijes. La Ley ha sido vista como discriminatoria para los musulmanes y amenazante para su existencia en India cuando se combina con el Registro Nacional de Ciudadanos (NRC) anticipado. Por ese motivo, un grupo de musulmanas decidió llevar a cabo una sentada que desató las iras de los nacionalistas hindúes.

## Cronología
El pogromo coincidió con la visita de Donald Trump a India.